# Senti chi parla adesso!
Senti chi parla adesso! (Look Who's Talking Now!) è un film statunitense del 1993 diretto da Tom Ropelewsky. È il seguito di Senti chi parla 2.

## Trama
Nel prologo del film due cani hanno una storia d'amore clandestina, dalla quale nasce una cucciolata che il padrone della cagnolina è costretto a dar via. Un giorno uno dei cuccioli vede per caso un bambino, e viene subito attratto dal suo odore di biscotti e sporcizia; tenta di seguirlo, ma viene catturato da una coppia di teppisti; riuscito a scappare, diventa un cane randagio. Il bambino che il cane ha visto è Mickey, protagonista dei due film precedenti, nel frattempo divenuto un bambino di 8 anni; anche sua sorella Julie è ormai cresciuta, e i due bambini vivono una vita serena coi genitori Mollie e James.
Nonostante il grande amore reciproco, la famiglia sta vivendo un periodo di alti e bassi: James ha ottenuto un lavoro come pilota del jet privato della conturbante Samantha, la quale, attratta da lui, lo tiene costantemente lontano da casa nella speranza che lasci Mollie; quest'ultima viene licenziata dal suo lavoro di contabile, ed è costretta a lavorare part-time come elfo di Babbo Natale in un centro commerciale. A causa di una sua svista, Mickey scopre che Babbo Natale non esiste, cosa che lo sciocca profondamente.
Nella speranza di rasserenare Mickey, James lo porta a un canile per scegliere un cane; qui i due si imbattono nel cucciolo del prologo, nel frattempo cresciuto e catturato da un accalappiacani, il quale sta per essere soppresso. Mickey decide di adottarlo e lo chiama Scag. Tuttavia Samantha, dopo aver sentito da James che Mikey voleva un cane, regala loro un barboncino di razza pura di nome Dalila. Nonostante il gravoso impegno richiesto, James e Mollie sono costretti a tenere entrambi i cani per non offendere Samantha o far sopprimere Scag.
La convivenza tra i due cani è subito difficoltosa: Dalila, altamente addestrata e snob, non sopporta Scag, più rozzo e volgare; anche Mollie e Julie non riescono ad affezionarsi a lui, che distrugge le loro scarpe e fa pipì ovunque, mentre Mickey e James gli si affezionano subito e trovano invece Dalila troppo scostante. Questo fa crescere le tensioni in famiglia fino a che, non riuscendo più a sopportare Scag, Dalila organizza un piano per farlo cacciare: mastica un paio di scarpe nuove di Mollie, e fa ricadere la colpa su di lui. Esasperata, Mollie dice che dopo Natale Scag dovrà andarsene, lasciando Mickey sconvolto.
Alla vigilia di Natale, James deve portare Samantha nella sua tenuta sulle montagne a nord di New York. Sospettando che la donna voglia sedurlo, Mollie ottiene il suo indirizzo e corre da lui con bambini e cani al seguito; durante il tragitto, tuttavia, si imbatte in una tormenta ed esce fuori strada. La donna e i bambini si trovano quindi in estrema difficoltà; Scag e Dalila decidono quindi di mettere da parte le ostilità e collaborare: contando sul suo fiuto, Scag si mette sulle tracce di James, mentre Dalila, imparata da lui l'abilità di fiutare le persone, cerca un ranger per chiedere aiuto.
Alla tenuta di  Samantha, James vede arrivare a sorpresa Scag: quando il cane fa pipì sulla gamba della donna, comprende finalmente quali siano le sue vere intenzioni e che Mollie e i bambini sono in pericolo. I due corrono quindi in loro aiuto, ignari che nel frattempo Dalila è riuscita a far arrivare i soccorsi e metterli in salvo. Durante il percorso, James e Scag si imbattono in un branco di lupi: il cane, eroicamente, si lancia in difesa del padrone e attira le belve lontano da lui.
James riesce a raggiungere la stazione dei ranger; dopo un'iniziale preoccupazione per le sorti di Scag, anche il cane riesce a tornare illeso. Mickey crede che a orchestrare il lieto fine sia stato Babbo Natale, tornando a credere in lui; Scag viene quindi riammesso in famiglia, e anche Dalila sarà più gentile con lui. Gli Ubriacco, finalmente riuniti e felici, festeggiano insieme il Natale.

## Produzione
La pellicola è stata realizzata fra Toronto e Vancouver.